# Abel Lefranc

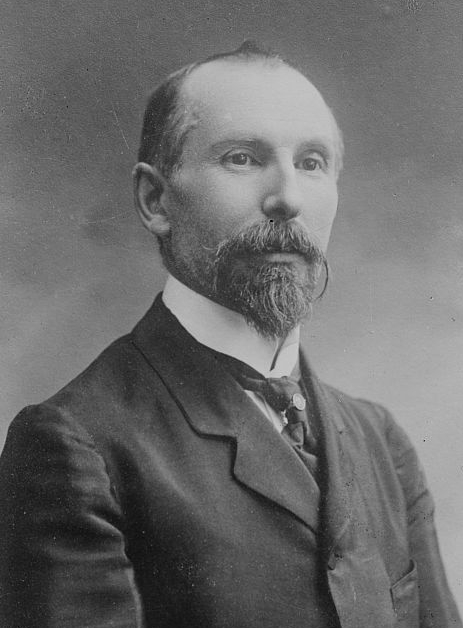
Abel Lefranc

Abel Lefranc (* 27. Juli 1863 in Élincourt-Sainte-Marguerite, Département Oise; † 27. November 1952 in Paris) war ein französischer Historiker, Romanist, Literaturwissenschaftler und Shakespeareforscher.

## Leben und Werk
Nach Besuch des kleinen Seminars in Nixon studierte Lefranc an der École des Chartes und an der École pratique des hautes études (bei Gabriel Hanotaux, Arthur Giry, Gaston Paris). Dort schloss er 1886 mit der geschichtswissenschaftlichen Arbeit Histoire de la ville de Noyon et de ses institutions jusqu'à la fin du XIIIe siècle ab (Paris 1887). Nach einem Studienaufenthalt an den Philosophischen Fakultäten in Leipzig und Berlin (1887) arbeitete er zuerst als Archivar im Nationalarchiv (1888–1893), dann von 1893 bis 1904 als Sekretär, Archivar und Bibliothekar des Collège de France. Dabei war er von 1901 bis 1936 auch Maître de conférences (Hochschuldozent) an der École pratique des hautes études, an deren historisch-philologischer Abteilung er Literaturgeschichte der Renaissance lehrte.
1904 wurde er (gegen den Konkurrenten Ferdinand Brunetière) als Nachfolger von  Émile Deschanel auf den Lehrstuhl für Neuere französische Sprache und Literatur des Collège de France berufen (bis 1937). Von 1909 bis 1914 lehrte er auch an der Harvard University und in Chicago. 1911 wurde er an der École pratique des hautes études zum Directeur d’étude befördert. Die Académie des inscriptions et belles-lettres wählte ihn 1927 in ihre Mitte. Er gründete 1903 die Société des études rabelaisiennes und die Revue des études rabelaisiennes (später Revue du XVIe siècle). Zur Identität Shakespeares entwickelte er eine Theorie, die sich nicht durchsetzte.
Abel Lefranc war Commandeur der Ehrenlegion und seit 1919 assoziiertes Mitglied der Académie royale des Sciences, des Lettres et des Beaux-Arts de Belgique.

## Weitere Werke
- La Jeunesse de Calvin Paris, 1888
- Histoire du Collège de France depuis ses origines jusqu'à la fin du premier Empire, Paris 1893
- (Hrsg.) Les Dernières poésies de Marguerite de Navarre, Paris 1896
- Les Idées religieuses de Marguerite de Navarre d'après son œuvre poétique, Paris 1898
- Les Navigations de Pantagruel. Etudes sur la géographie rabelaisienne, Paris 1905
- Maurice de Guérin d'après des documents inédits, Paris 1910
- Les lettres et les idées depuis la Renaissance. Grands écrivains français de la Renaissance, 2 Bde., Paris 1910–1914, 1969 (Gesammelte Schriften)
- (Hrsg.) Calvin, Institution de la religion chrestienne. Texte de la première édition française (1541), Paris 1911, Genf 1978
- (Hrsg. mit anderen) Oeuvres de François Rabelais. Édition critique, 5 Bde., Paris 1912–1931
- Sous le masque de William Shakespeare: William Stanley, VIe comte de Derby, 2 Bde., Paris 1918
- La Vie quotidienne au temps de la Renaissance, Paris 1938 (La Vie quotidienne)
- À la découverte de Shakespeare, 2 Bde., Paris 1945